# Мануїл Комнін Дука
Мануїл Комнін Дука (грец. Μανουήλ Κομνηνός Δούκας; бл. 1187 — бл. 1241) — 2-й імператор Фессалонікійської імперії в 1230—1237 роках.

## Життєпис

### Молоді роки
Походив з династії Ангелів. Четвертий син севастократора Іоанна Ангела Дуки Комніна, дуки Епіру і Фессалії, та, можливо, Зої Дукени. Народився близько 1187 року.
Приєднався до братів Михайла і Феодора, що стали у 1210-х роках засновниками Епірського деспотату. Між 1225 і 1227 роками від брата-деспота Феодора отримав титул деспота. Водночас пошлюбив позашлюбну доньку Івана II Асена, царя Болгарії.

### Імператор
1230 року після поразки і полону брата під час битви при Клокотниці проти болгарських військ Мануїл оголошується новим імператором Фессалонік. При цьому його небіж Михайло II став деспотом Епіру, визнавши номінальну зверхність Мануїла.
У цей час імперія опинилася в складній ситуації, оскільки болгари захопили Фракію, Македонію, Північну Фессалію, Велику Влахію і Діррахий. Тому Мануїл вирішив створити антиболгарську коаліцію. Спочатку звернувся до Жоффруа I де Віллардуена, князя Ахейського. Згодом було укладено союз зі Стефаном Владиславом I, королем Сербії.
Деякий час вів перемовини з Папським престолом, сподіваючись отримати військову та фінансову допомогу для розширення володінь. Натомість обмірковував укладання унії. Але 1232 року визнав константинопольського патріарха Германа II, що перебував у Нікеї.

### Боротьба за владу
1237 року брат Феодор звільнився з болгарського полону, прибувши до Фессалонік, де швидко захопив владу. Мануїл втік до Ахейського князівства, де сподівався отримати допомогу від Жоффруа II, але марно. Невдовзі звідси перебрався до двору нікейського імператора Іоанна III, який надав військо та флот.
1239 року Мануїл висадився у Фессалії, де захопив місто Лариса. За цим оволодів південною Фессалією, де був визнаний з титулом деспота Феодором та його сином Іоанном, імператором Фессалонік.
Помер Мануїл Комнін Дука 1241 року разом з другою дружиною Євфімією, ймовірно, під час якоїсь епідемії, заповів володіння небожеві Михайлу II, деспоту Епіра.

## Родина
1. Дружина — Марія, донька Івана II Асена, царя Болгарії.
Діти:
- Олена, дружина Вільгельма I делла Верона, тріарха Негропонте

2. Дружина — Євфімія, донька Стефана I, великого жупана Сербії.
Дітей не було.